# Джузепе Бетуси
Джузепе Бетуси (на италиански: Giuseppe Betussi) е италиански писател.
Роден е около 1512 година в Басано дел Грапа. Той е близък с Пиетро Аретино, работи в различни издателства, пише собствени текстове и превежда от латински на италиански произведенията на Джовани Бокачо.
Джузепе Бетуси умира около 1573 година във Венеция.